# هوتاکه، فوکوئوکا
هوتاکه، فوکوئوکا (به لاتین: Kotake, Fukuoka) یک منطقهٔ مسکونی در ژاپن است که در استان فوکوئوکا واقع شده‌است. هوتاکه  ۹٬۴۹۲ نفر جمعیت دارد.